# Турре
Турре (ісп. Turre) — муніципалітет в Іспанії, у складі автономної спільноти Андалусія, у провінції Альмерія. Населення — 3791 особа (2010).
Муніципалітет розташований на відстані близько 400 км на південний схід від Мадрида, 60 км на північний схід від Альмерії.
На території муніципалітету розташовані такі населені пункти: (дані про населення за 2010 рік)
- Ель-Кортіхо-Гранде: 426 осіб
- Ройо-Морера: 31 особа
- Турре: 3334 особи

## Демографія
Динаміка населення (INE ):

## Галерея зображень

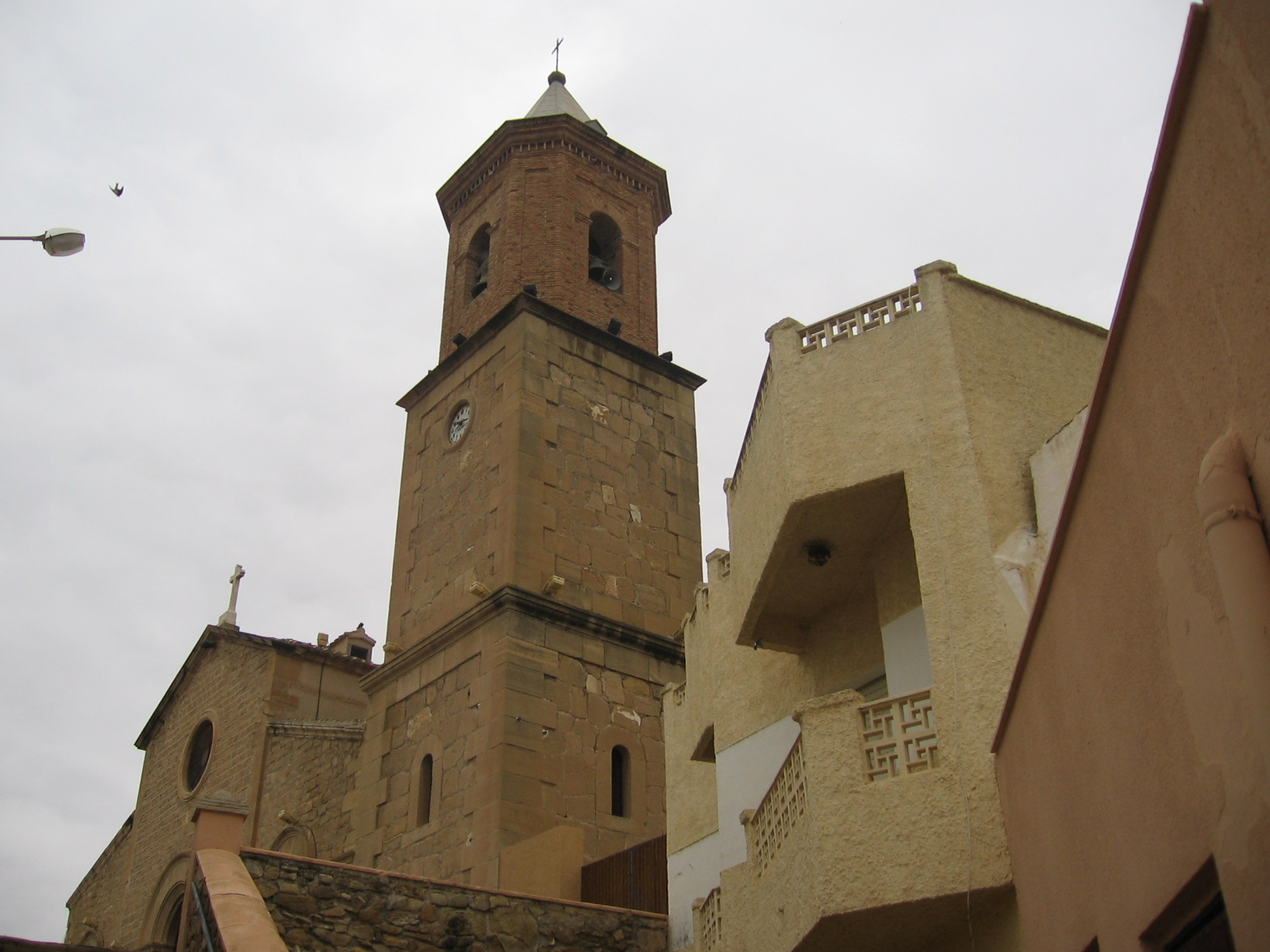
Парафіяльна церква Ла-Пурісіма в Турре